# Port lotniczy Vance W. Amory
Port lotniczy Vance W. Amory – port lotniczy zlokalizowany w mieście Newcastle, na wyspie Nevis w Saint Kitts i Nevis.

## Linie lotnicze i połączenia
- American Eagle (San Juan)
- LIAT (Antigua)
- Winair (Saint Kitts, Saint Maarten)